# Mi-Carême
La Mi-Carême est une fête carnavalesque traditionnelle, d'origine française. Elle est fêtée le jour arrivant à la moitié du carême, c'est-à-dire, selon la tradition chrétienne, au vingtième des quarante jours du jeûne avant Pâques. C'est une pratique qui remonte au Moyen Âge et se perpétue aux Antilles, dans de nombreuses communes de France métropolitaine — où elle a pris parfois le nom de carnaval — ainsi que dans les anciennes colonies françaises de Nouvelle-France notamment au Québec et en Acadie.

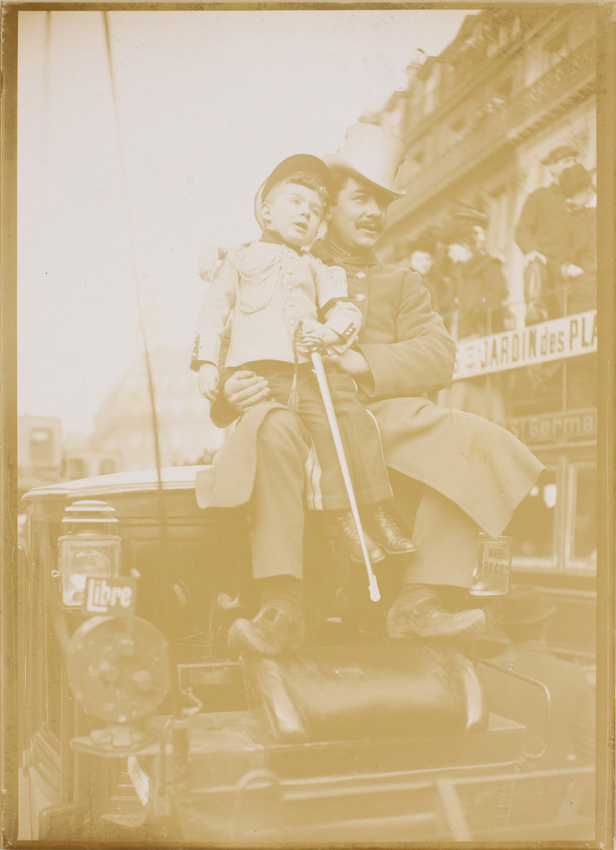
Enfant déguisé le jour de la Mi-Carême, vers 1900, à Paris (photo Paul Géniaux).

## Origine de la Mi-Carême
À l'occasion de la Mi-Carême en 1890, le journal parisien La Presse écrit : « L'invention de la Mi-Carême est bien plus récente que celle du carnaval. On avait de très bonne heure senti le besoin d'inaugurer par des plaisirs bruyants une longue période d'abstinence ; quand la foi se fut encore affaiblie, on jugea à propos de couper par une halte cette longue période de privations : on créa la Mi-Carême. Telle est sa raison d'être évidente ; quant à la cause occasionnelle de son existence, elle est moins sûrement connue. On attribue la Mi-Carême à la coutume établie dans quelques petites villes, parmi les jeunes gens, de donner, le mardi-gras, un dernier bal aux jeunes filles du pays ; celles-ci donnaient à leur tour une fête le troisième jeudi de carême. À cela s'est joint, surtout à Paris, l'habitude parmi les blanchisseuses, de se nommer à cette époque une reine, de se déguiser et de donner un bal dans leur bateau. Cette coutume, souvenir probable des anciens rois des métiers, s'est étendue de Paris à la banlieue et bien au delà. Dans beaucoup de villes, la Mi-Carême demeure la fête des jeunes filles ».
L'origine de la Mi-Carême semble toutefois relever d'une raison bien plus pratique. Cette pause, en plein milieu de la période de pénitence et de jeûne qu'est le Carême, serait ainsi déterminée par le temps de conservation des denrées périssables dont la consommation était proscrite au temps où le jeûne et l'abstinence étaient rigoureusement observés. C'est notamment le cas des œufs, qui constituaient le principal aliment d'origine animale pour la majorité. Les œufs ne se conservant que difficilement plus de vingt jours, la Mi-Carême aurait été ainsi l'occasion, outre sa fonction psychologique de rupture temporaire d'une période de privation intense, de ne pas gâcher ces aliments. D'où les traditionnelles et festives recettes de la Mi-Carême (crêpes, bugnes, etc.), toutes élaborées à partir d'œufs.
Auparavant, la Mi-Carême était personnifiée sous la forme d'une « vieille bonne femme ». À la Mi-Carême, on sciait ou fendait « la vieille » en deux. Très présent au début du XIXe siècle, ce rituel a perdu de sa fréquence vers la fin de ce même siècle. Dans divers dialectes français « fendre la vieille » se traduit mot à mot par Mi-Carême. Des coutumes assez barbares, comme cambrioler la maison des vieilles ou lui donner des coups de pied, semblent indiquer une ancienneté de cette fête. La vieille y symbolise la vieille année, Dame Hiver. À Lectoure (Gers) se chantait une cantilène rituelle que voici :
Refrain : On sciera les vieilles, cette année, on sciera les vieilles.
- aux jeunes il faut des souliers, aux vieilles des coups de pieds.
- aux jeunes il faut des cotillons, aux vieilles des coups de bâtons.
- aux jeunes il faut du pain blanc, les vieilles s'en passeront.
- aux jeunes il faut du bon vin, les vieilles boiront à la fontaine.
- aux jeunes il faut des galants, aux vieilles des cheveux blancs.

## Date
Comme son nom l'indique, la Mi-Carême se célèbre au milieu de la période dite du carême, une période de quarante jours de privations qui précède la semaine sainte dans le calendrier chrétien. Constituant une pause dans l'observance austère des journées menant au dimanche de Pâques, la Mi-Carême est fêtée par définition le jeudi de la troisième semaine entière des quarante jours de pénitence. En faisant un simple calcul (40/2), on pourrait penser que la fête doit tomber le troisième lundi du carême (vingtième jour à compter du mercredi des Cendres) mais les dimanches ne faisant pas partie du carême de pénitence, il faut donc rajouter trois jours de la semaine, ce qui donne un jeudi. La pratique semble déroger à ces deux règles, puisque certaines localités choisissent une date antérieure ou postérieure au troisième jeudi ou au lundi mitoyen et optent plutôt pour plusieurs journées de fastes culminant généralement en une grande célébration communautaire.

## Célébration
La célébration de la Mi-Carême ressemble notamment à celle des mardi gras en Louisiane. À l'Isle-aux-Grues (Québec), par exemple, les hommes (et moins fréquemment des femmes) sont déguisés par les femmes du village qui s'investissent souvent des mois durant à confectionner de somptueux costumes. En groupes plus ou moins importants, les « mi-carêmes » défilent dans le village, de maison en maison. Ils visitent les salons et les cuisines où on leur a préparé des mets et des boissons alcoolisées. Lorsque le groupe de lurons masqués — plus ou moins éméchés à mesure qu'avance la soirée — investissent un salon en dansant et faisant toutes sortes de simagrées, les enfants encore debout à cette heure tardive et n'attendant que ce moment, s'écrient typiquement : « les Mi-Carêmes ! les Mi-Carêmes ! » un peu à la manière dont ils s'exclameraient à la vue d'un père Noël, tandis que les adultes tentent de deviner qui se cachent derrière les masques (l'identité des mi-carêmes est un secret chèrement gardé jusqu'à la toute fin des festivités qui durent cinq soirs). Ce n'est que lors d'un dernier tour de piste dans une grande salle communautaire, le samedi soir, que les mi-carêmes finissent par retirer leurs masques dévoilant leurs identités, au grand plaisir des spectateurs. Le lendemain matin, une messe est célébrée à l'église du village et il est de coutume que les mi-carêmes assistent à l'office encore vêtus de leurs costumes de la veille.

## En France
La Mi-Carême était aussi jadis en France la fête des blanchisseuses, des débitants de charbon et des porteurs d'eau. C'est le jour où « les filles du lavoir, les débitants de charbon et les porteurs d'eau sont en liesse ».
Fêtée à grande échelle à Paris, la Mi-Carême au Carnaval de Paris est, avec la promenade du bœuf gras, une des deux grandes fêtes du carnaval de Paris. Elle est traditionnellement la fête des femmes. Dans les années 1900, le photographe Paul Géniaux consacre une série de photographies à cette fête traditionnelle. Ces photographies ont été acquises par le musée d'Orsay à Paris.  
Disparue au début des années 1950 et après une interruption de soixante-trois ans, son cortège est à nouveau organisé depuis 2009. La fête des blanchisseuses, baptisée carnaval des femmes ou carnaval des femmes de la Mi-Carême, a lieu à nouveau depuis chaque année le dimanche qui suit le jeudi de la Mi-Carême.

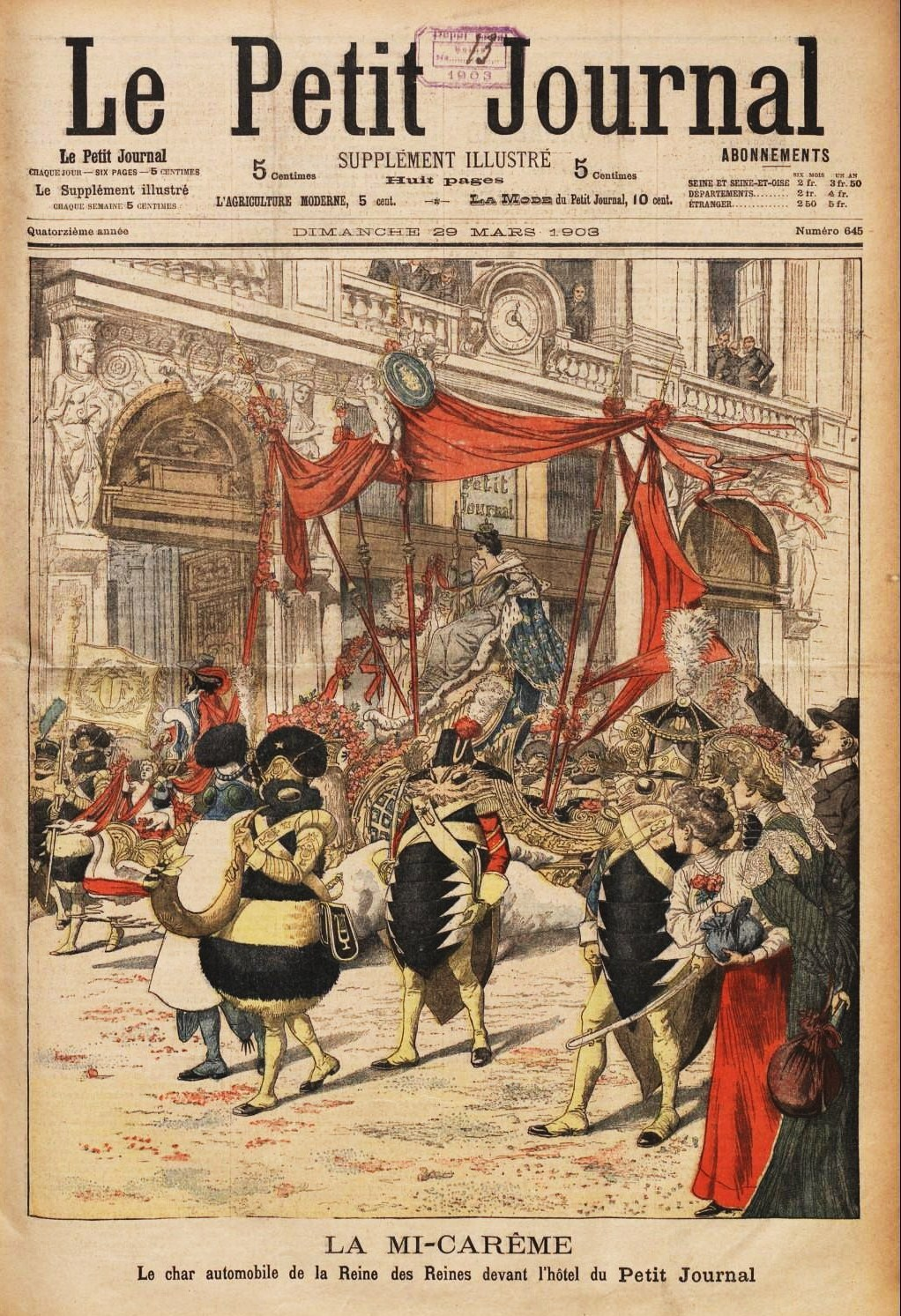
Char automobile de la reine des reines de Paris, au carnaval de Paris en 1903.
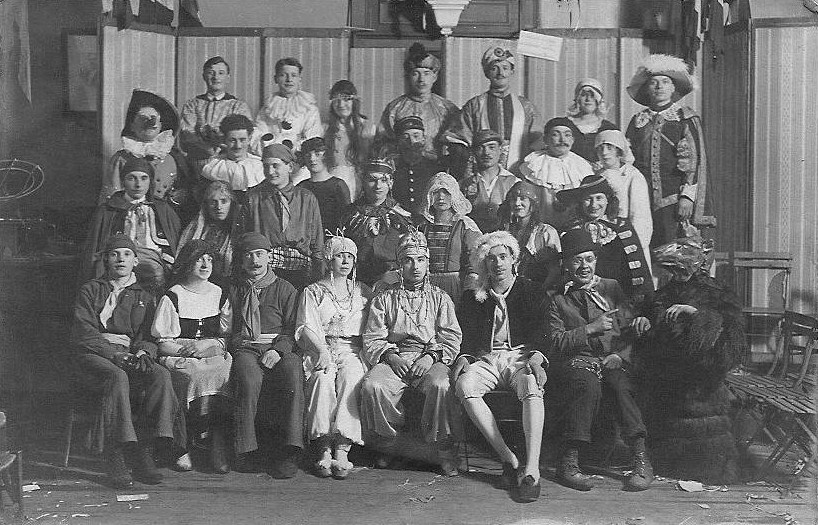
Carte postale souvenir de la Mi-Carême 1925 à Tinchebray.
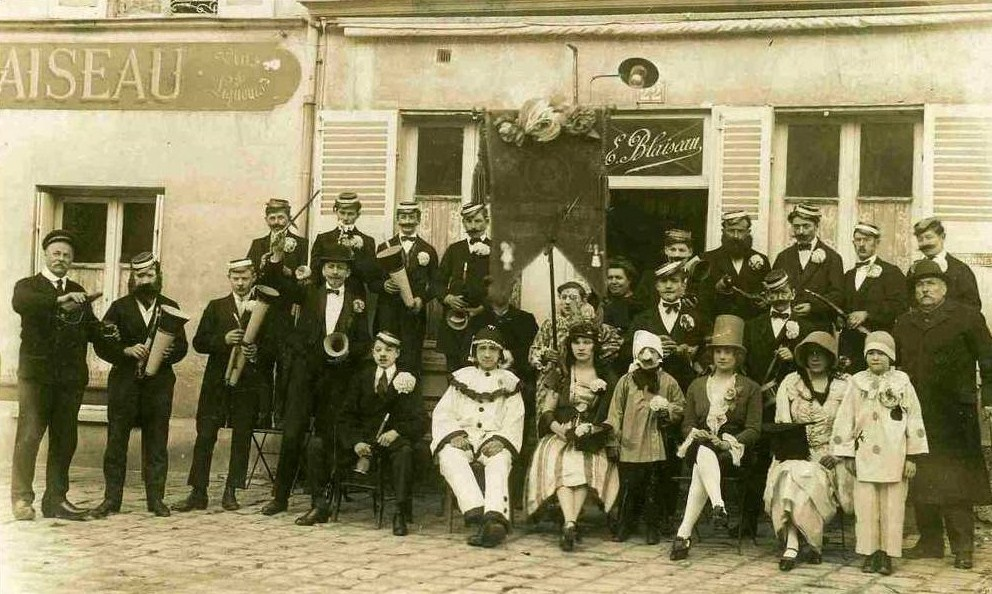
Les bigophonistes de la commune libre de Milly-la-Forêt à la Mi-Carême 1925.
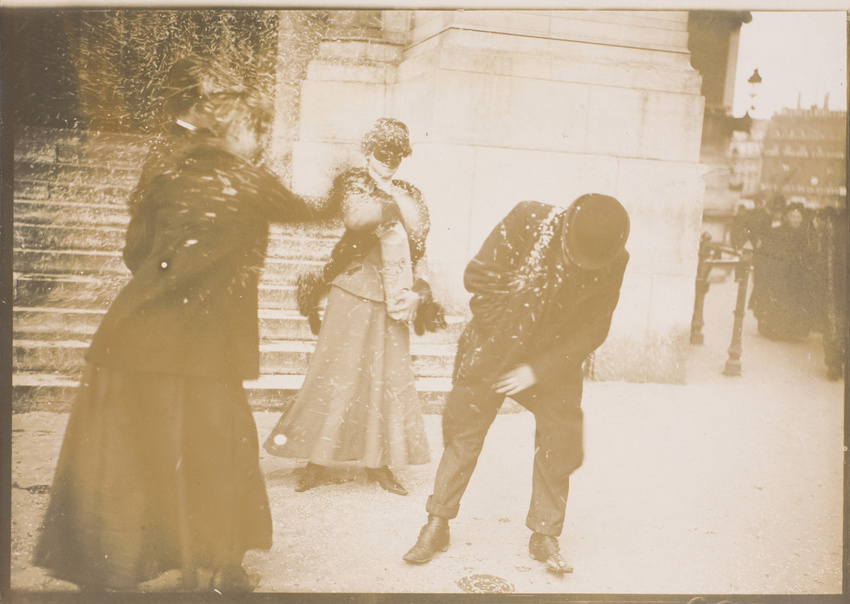
Étudiants le jour de la Mi-Carême, vers 1900 (photo Paul Géniaux).
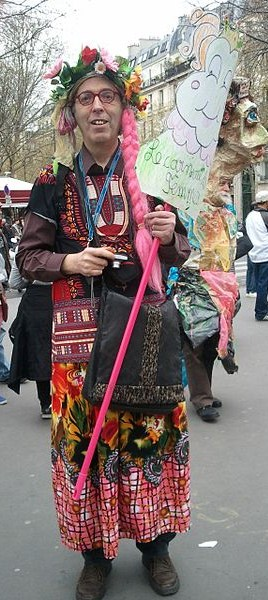
À la mi-Carême au carnaval de Paris, 2014.
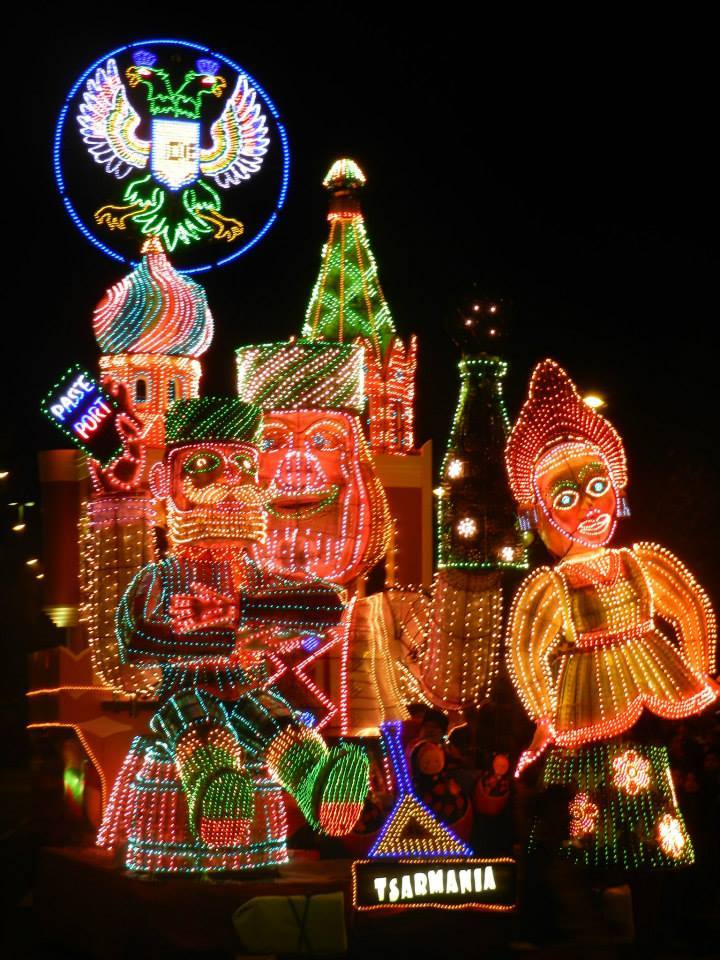
Cholet, défilé de nuit.

## Au Brésil
Au Brésil, une fête carnavalesque ayant lieu en dehors de la période traditionnelle du carnaval est appelée micareta, mot dérivé du français mi-carême.

## Aux Caraïbes
La Mi-Carême est toujours fêtée aux Caraïbes, en Guadeloupe, en Martinique, en Guyane et à Saint-Martin.
En Guadeloupe, les célébrations prennent souvent la forme de déboulés lors desquels les carnavaliers vêtus de rouge et de noir se remémorent les plaisirs des jours gras.

## Au Canada
Au Canada, on célèbre toujours la Mi-Carême en plusieurs endroits :
- en Acadie, dans la région de Chéticamp en Nouvelle-Écosse, la Mi-Carême est fêtée pendant la troisième semaine du carême, du dimanche au vendredi. Sur l'Île du Cap-Breton, au havre de Grand Étang en Nouvelle-Écosse, il y a un Centre de la Mi-Carême qui vise à préserver cette ancienne tradition qui perdure dans la région acadienne du Cap-Breton depuis plus de 200 ans. Le Centre offre entre autres une exposition de masques confectionnés localement[12] ;
- au Québec, à Saint-Antoine-de-l'Isle-aux-Grues, à Natashquan, à Fatima, aux Îles de la Madeleine, à L'Isle-aux-Coudres (Charlevoix).

On constate récemment un renouveau dans une vieille pratique alliant deux traditions, soit celle de la Mi-Carême et l'autre, non moins typique du fleuve Saint-Laurent, dite du canot à glace. Moyen de transport essentiel entre les îles du Saint-Laurent durant les long mois d'hiver d'antan, il est à nouveau coutume pour une petite flottille de canotiers à glace de Québec et des environs de franchir les ultimes champs de glaces suivant la débâcle des rivières au printemps afin de se joindre aux insulaires et célébrer avec eux la dernière soirée festive à l'Isle-aux-Grues.